# Balázs Baji
Balázs Baji (Békéscsaba, 9 de junio de 1989) es un deportista húngaro que compitió en atletismo, especialista en las carreras de vallas.
Ganó una medalla de bronce en el Campeonato Mundial de Atletismo de 2017 y una medalla de plata en el Campeonato Europeo de Atletismo de 2016, ambas en la prueba de 110 m vallas.

## Palmarés internacional
| Campeonato Mundial | Campeonato Mundial       | Campeonato Mundial | Campeonato Mundial |
| Año                | Lugar                    | Medalla            | Prueba             |
| ------------------ | ------------------------ | ------------------ | ------------------ |
| 2017               | Londres (Reino Unido)    | Medalla de bronce  | 110 m vallas       |
| Campeonato Europeo |                          |                    |                    |
| Año                | Lugar                    | Medalla            | Prueba             |
| 2016               | Ámsterdam (Países Bajos) | Medalla de plata   | 110 m vallas       |